# Szupercella 3. – Az ördögverem
A Szupercella 3. – Az ördögverem (eredeti cím: Escape Plan: The Extractors) 2019-ben bemutatott amerikai akcióthriller, melyet John Herzfeld rendezett. Ez a Szupercella-filmek harmadik része, a Szupercella (2013) és a Szupercella 2. – Hades (2018) folytatása.
A főbb szerepekben ismét Sylvester Stallone, Dave Bautista, Curtis "50 Cent" Jackson és Jaime King látható. Új szereplőként tűnik fel Devon Sawa és Daniel Bernhardt.
A film az Amerikai Egyesült Államokban csak DVD-n jelent meg.

## Cselekmény
Ray Breslin biztonsági szakértőt (Sylvester Stallone) egy hongkongi milliárdos befektető elrabolt lányának felkutatásával és megmentésével bízzák meg. A lányt Breslin egykori munkatársának, majd ellenlábasának, Lester Clarknak a fia rabolta el és tartja fogságban egy titkos és veszélyes bűnözőkkel teli lettországi börtönben, bosszúból azért, amiért Breslin megölte az apját.
Breslin csapatával és új szövetségeseivel a lány megmentésére siet, ám eközben Clark a barátnőjét is elraboltatja.

## Szereplők
| Színész                  | Szerep                | Magyar hang         |
| ------------------------ | --------------------- | ------------------- |
| Sylvester Stallone       | Ray Breslin           | Gáti Oszkár         |
| Dave Bautista            | Trent DeRosa          | Ifj. Jászai László  |
| Curtis '50 Cent' Jackson | Hush                  | Barabás Kiss Zoltán |
| Max Zhang                | Shen Lo               | Seder Gábor         |
| Harry Shum, Jr.          | Bao Yung              | Szatory Dávid       |
| Devon Sawa               | Lester Clark, Jr.     | Király Attila       |
| Jaime King               | Abigail Ross          | Bozó Andrea         |
| Lydia Hull               | Jules                 | Bertalan Ágnes      |
| Malese Jow               | Daya Zhang            | Csuha Bori          |
| Russell Wong             | Wu Zhang              | Király Adrián       |
| Daniel Bernhardt         | Silva                 | Debreczeny Csaba    |
| Jeff Chase               | Frankie               | Faragó András       |
| Vincent D’Onofrio        | Lester Clark (archív) | Berzsenyi Zoltán    |

## Fordítás
- Ez a szócikk részben vagy egészben  az   Escape Plan: The Extractors című angol Wikipédia-szócikk fordításán alapul.  Az eredeti cikk szerkesztőit annak laptörténete sorolja fel. Ez a jelzés csupán a megfogalmazás eredetét és a szerzői jogokat jelzi, nem szolgál a cikkben szereplő információk forrásmegjelöléseként.